# Final de la Copa Africana de 2019
La final de la Copa Africana de Naciones 2019 se jugó el 19 de julio en el Estadio Internacional de El Cairo. Fue disputada por Senegal y Argelia, ganadores de las semifinales.

## Enfrentamiento
| Bandera de Senegal | vs. | Bandera de Argelia |
| Senegal 0          | vs. | Argelia 1          |
| ------------------ | --- | ------------------ |

## Camino a la final
| Equipo   | Pts | PJ | PG | PE | PP | GF | GC | Dif |
| -------- | --- | -- | -- | -- | -- | -- | -- | --- |
| Argelia  | 9   | 3  | 3  | 0  | 0  | 6  | 0  | 6   |
| Senegal  | 6   | 3  | 2  | 0  | 1  | 5  | 1  | 4   |
| Kenia    | 3   | 3  | 1  | 0  | 2  | 3  | 7  | -4  |
| Tanzania | 0   | 3  | 0  | 0  | 3  | 2  | 8  | -6  |

| Equipo   | Pts | PJ | PG | PE | PP | GF | GC | Dif |
| -------- | --- | -- | -- | -- | -- | -- | -- | --- |
| Argelia  | 9   | 3  | 3  | 0  | 0  | 6  | 0  | 6   |
| Senegal  | 6   | 3  | 2  | 0  | 1  | 5  | 1  | 4   |
| Kenia    | 3   | 3  | 1  | 0  | 2  | 3  | 7  | -4  |
| Tanzania | 0   | 3  | 0  | 0  | 3  | 2  | 8  | -6  |

### Final
| 19 de julio de 2019, 21:00 | Senegal | 0:1 (0:1) | Argelia         | Estadio Internacional, El Cairo                                              |                                                                              |
|                            |         | Reporte   | B. Bounedjah 2' | Asistencia: 75 000 espectadores Árbitro(s): Alioum Alioum VAR: Benoît Millot | Asistencia: 75 000 espectadores Árbitro(s): Alioum Alioum VAR: Benoît Millot |

|  |  |

| GK             | 23 | Alfred Gomis     |     |     |
| RB             | 21 | Lamine Gassama   | 80' |     |
| CB             | 12 | Youssouf Sabaly  |     |     |
| CB             | 6  | Salif Sané       |     |     |
| LB             | 8  | Cheikhou Kouyaté |     |     |
| CM             | 5  | Idrissa Gueye    | 79' |     |
| CM             | 17 | Badou Ndiaye     |     | 59' |
| RW             | 14 | Henri Saivet     |     | 75' |
| AM             | 18 | Ismaïla Sarr     |     |     |
| LW             | 10 | Sadio Mané       |     |     |
| CF             | 9  | M'Baye Niang     |     | 85' |
| Substitutions: |    |                  |     |     |
| MF             | 15 | Krépin Diatta    |     | 59' |
| FW             | 19 | Mbaye Diagne     |     | 75' |
| FW             | 11 | Keita Baldé      |     | 85' |
| Manager:       |    |                  |     |     |
| Aliou Cissé    |    |                  |     |     |

| GK             | 23 | Raïs M'Bolhi      |       |     |
| RB             | 18 | Mehdi Zeffane     |       |     |
| CB             | 21 | Ramy Bensebaini   | 33'   |     |
| CB             | 4  | Djamel Benlamri   |       |     |
| LB             | 2  | Aïssa Mandi       | 90+2' |     |
| RM             | 7  | Riyad Mahrez      |       |     |
| CM             | 10 | Sofiane Feghouli  |       | 85' |
| CM             | 22 | Ismaël Bennacer   |       |     |
| LM             | 17 | Adlène Guedioura  | 90+4' |     |
| CF             | 8  | Youcef Belaïli    | 54'   | 84' |
| CF             | 9  | Baghdad Bounedjah |       | 89' |
| Substitutions: |    |                   |       |     |
| MF             | 11 | Yacine Brahimi    |       | 84' |
| DF             | 3  | Mehdi Tahrat      |       | 85' |
| FW             | 13 | Islam Slimani     |       | 89' |
| Manager:       |    |                   |       |     |
| Djamel Belmadi |    |                   |       |     |

| Jugador del partido: Raïs M'Bolhi Árbitros asistentes: Evarist Menkouande Elvis Noupue Cuarto árbitro: Eric Otogo-Castane Quinto árbitro: Waleed Ahmed Árbitro asistente de video: Benoît Millot Árbitros asistentes del árbitro asistente de video: Bakary Gassama Zakhele Siwela | Reglas del partido - 90 minutos. - 30 minutos de tiempo suplementario si fuera necesario. - Tiros desde el punto penal si el resultado siguiera empatado. - Un máximo de 12 jugadores sustitutos. - Máximo de tres cambios, con un cuarto permitido en la prórroga. |

| Bandera de Argelia |
| Campeón Argelia    |
| 2.° título         |